# 島津久徳
島津 久徳（しまづ ひさのり、生没年不詳）は、幕末の薩摩藩家老。碇山久寛の子。諱は久珍、後に久徳。通称は仲左衛門、八郎右衛門、藤馬、将曹。家号は碇山氏で、後に島津氏。出自は島津氏の傍流碇山氏嫡家で家格代々小番（平士、他藩の馬廻相当）だったが、天保11年（1840年）大目付となり、翌年には寄合家格へと引き上げられる。

## 生涯
藩政改革で成果を挙げていた家老調所広郷と接近し、養女ヒサが調所の嫡子左門に嫁ぐなど緊密な関係を持っていた。弘化3年（1846年）調所の推挙で家老に昇進し、島津姓を許された。嘉永元年（1848年）調所の死後はその後継として藩政を指導し、家格も一所持となった。嘉永2年（1849年）斉彬擁立派と対立、斉彬擁立派である近藤隆左衛門らによる暗殺の陰謀の疑いにより、事前に首謀者らを切腹、その他関係者を処罰したが、幕府が介入する事となり（お由羅騒動）、斉彬の藩主襲封に際しては留任するものの、嘉永4年（1851年）に罷免された。

## 年譜（月日は旧暦）
- 天保5年；日向国勝岡郷地頭に就任。当時、碇山仲左衛門と称す。
- 天保9年；伊作郷地頭に就任。当時、碇山八郎右衛門久珍と称す。
- 弘化3年；1月11日に市来郷地頭に就任し、閏5月29日に島津斉興名代の島津斉彬により家老に任命され、8月25日に指宿郷地頭に地頭担当地が変更される。

## 人物など
- 側用人格側役の種子島時昉（六郎）の日記などが「鹿児島県史料　島津斉彬公史料」に掲載されているが、そのなかに久徳が種子島時昉に出した手紙が掲載されている。

## 登場作品
テレビドラマ
- 『翔ぶが如く』（1990年、NHK大河ドラマ、演：名和宏）
- 『篤姫』（2008年、NHK大河ドラマ、演：天現寺竜）